# Rafetus
Rafetus és un gènere de tortuga en perill d'extinció de la família dels Trionychidae.

## Taxonomia
Conté les següents espècies:
- Rafetus euphraticus
- Rafetus swinhoei

'Rafetus leloii s'ha proposat com una espècie, però ja no es considera com un tàxon vàlid, sinó que ara es considera un sinònim més modern de Rafetus swinhoei.